# ایستگاه متروی خیام (تبریز)
ایستگاه خیام متروی تبریز، یکی از ایستگاه‌های متروی تبریز است که در فلکه خیام در بلوار شهید باکری (جاده ائل گؤلی) واقع شده‌است. این ایستگاه، ایستگاه شماره ۴ خط یک می‌باشد.

## مشخصات
این ایستگاه در فلکه خیام و در خط یک متروی تبریز قرار گرفته‌است و از نوع کم عمق می‌باشد. مساحت کل ایستگاه ۴۸۴۰ مترمربع و دارای ۲ طبقه و ۲ ورودی می‌باشد.
این ایستگاه با روش Cut And Cover اجرا شده‌است.

## نگارخانه

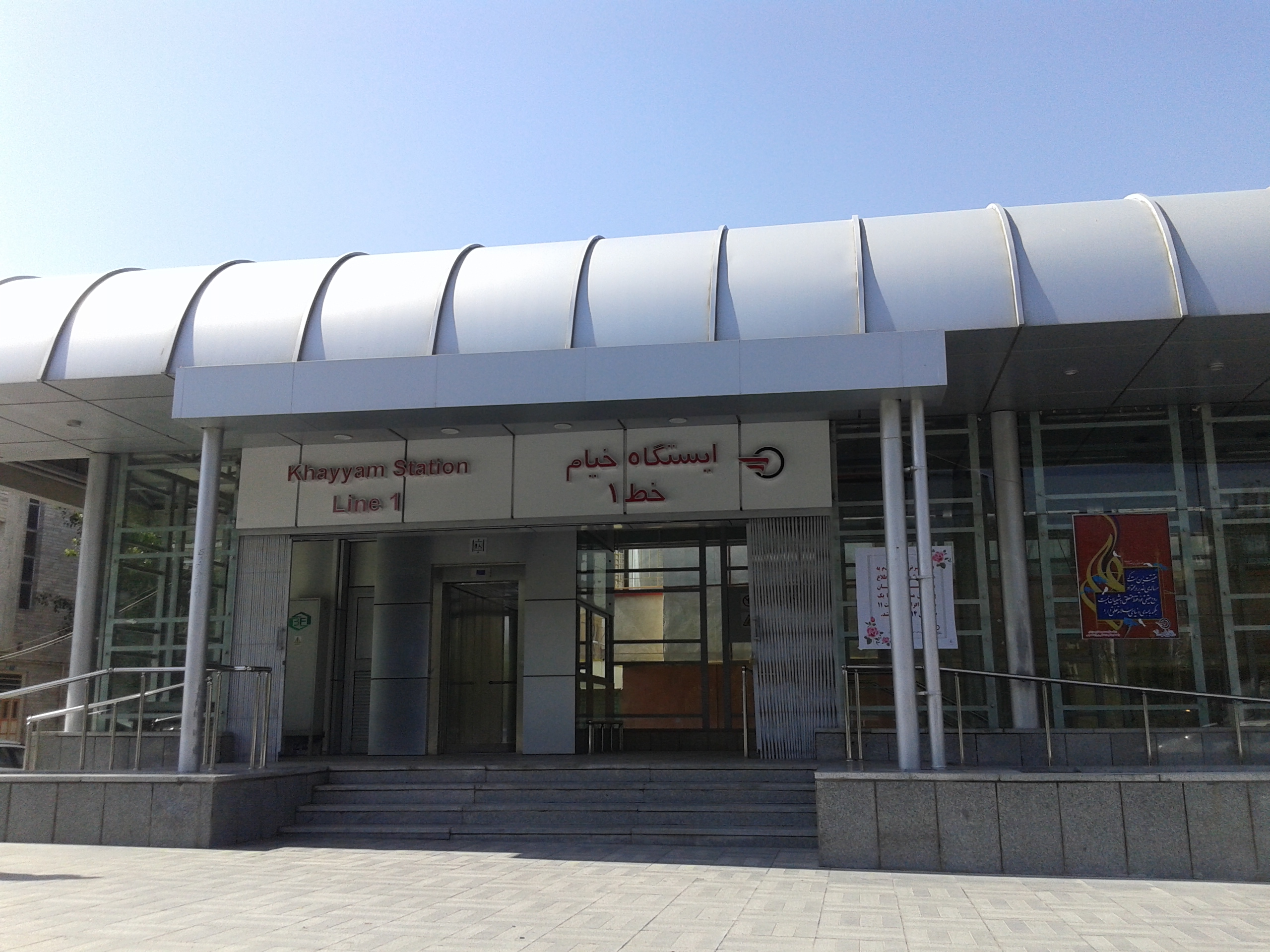
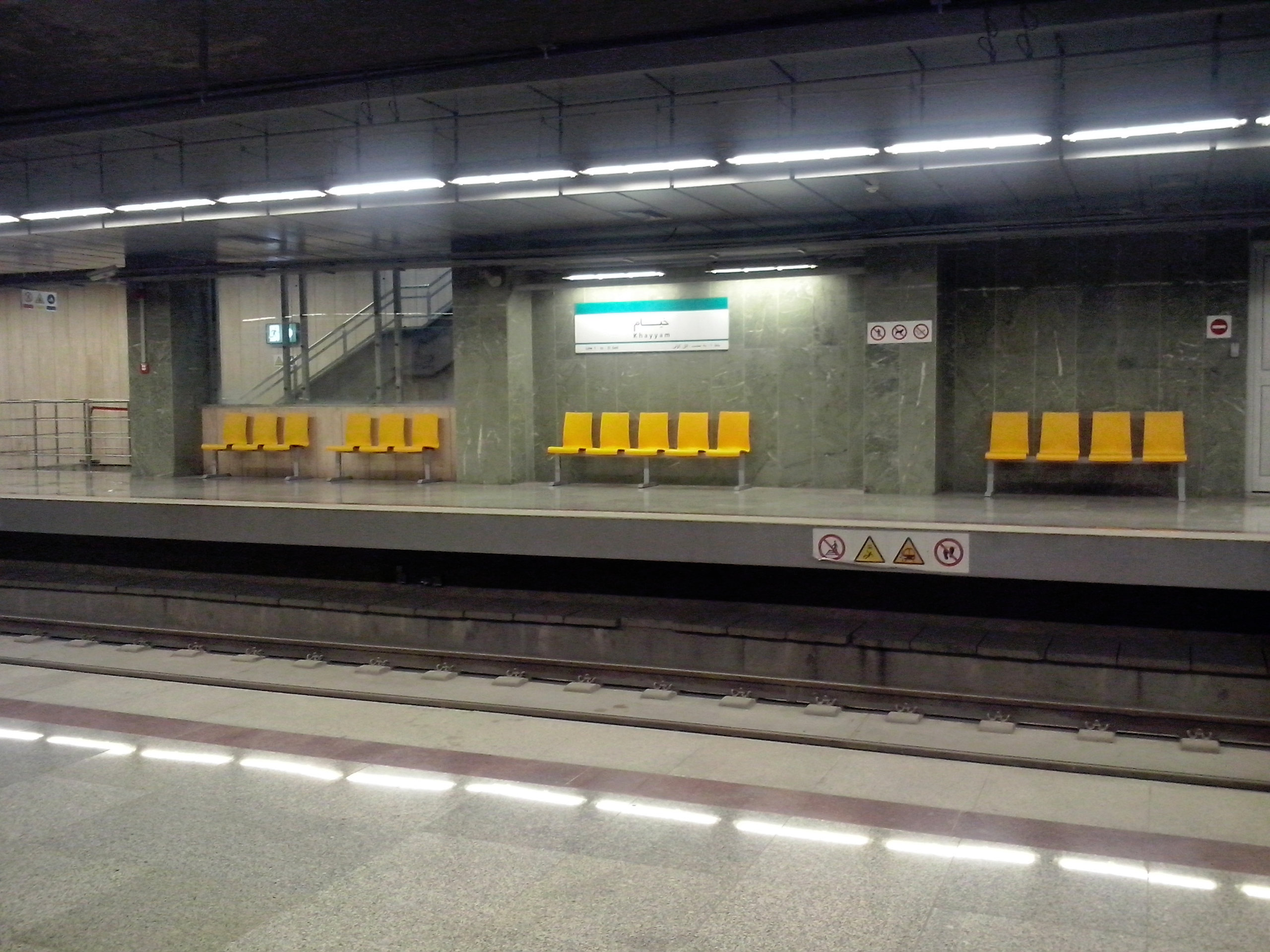
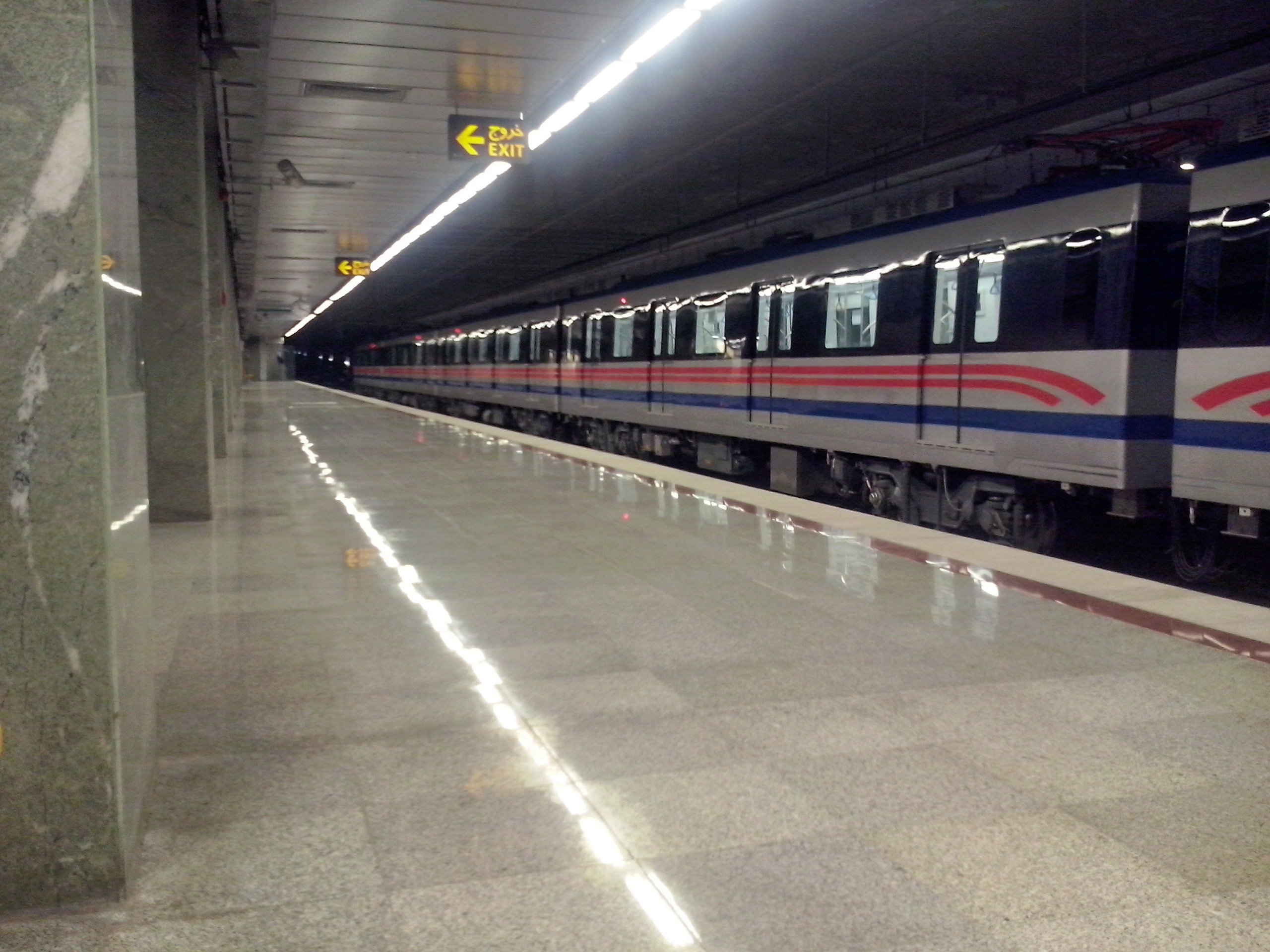
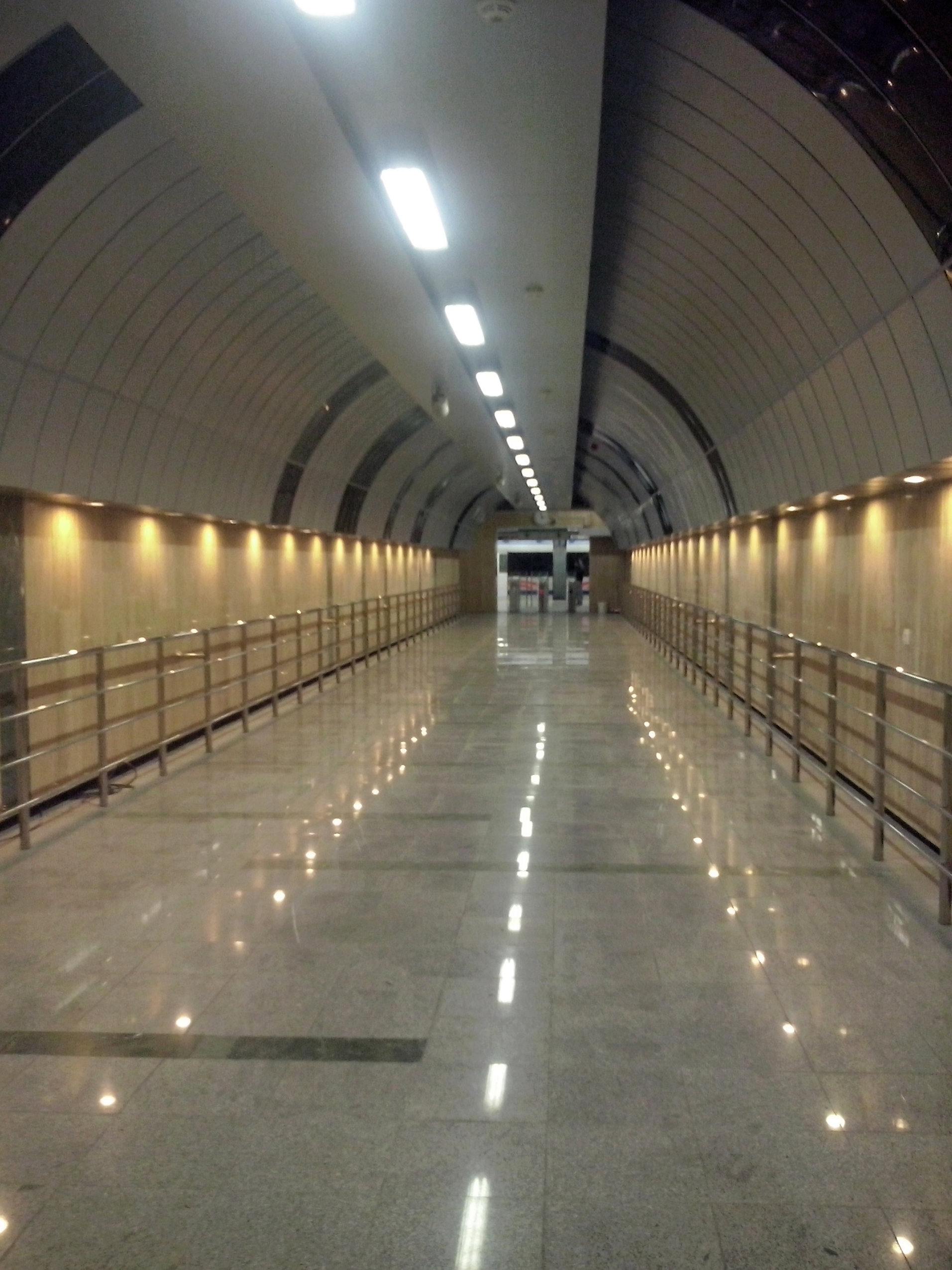